# Чемпионат мира по подводному ориентированию
Чемпионат мира по подводному ориентированию разыгрывается с 1973 года. В настоящее время соревнования проводятся по нечётным годам.

## История
| Год  | Дата                    | Чемпионат                                        | Место проведения      | Команд | Дисциплин                                  |
| ---- | ----------------------- | ------------------------------------------------ | --------------------- | ------ | ------------------------------------------ |
| 1973 | 12 -17 сентября         | 1-й чемпионат мира по подводному ориентированию  | Локве · Югославия     | 15     |                                            |
| 1985 | 3-8 августа             | 2-й чемпионат мира по подводному ориентированию  | Штехлин · ГДР         | 15     |                                            |
| 1987 | 4-10 августа            | 3-й чемпионат мира по подводному ориентированию  | Ленинград · СССР      | 15     |                                            |
| 1989 | 10-19 сентября          | 4-й чемпионат мира по подводному ориентированию  | Фужине · Югославия    | 16     |                                            |
| 1992 | 20-26 сентября          | 5-й чемпионат мира по подводному ориентированию  | Мальчахер · Австралия | 18     |                                            |
| 1994 | 3-10 сентября           | 6-й чемпионат мира по подводному ориентированию  | Царлина · Польша      | 14     |                                            |
| 1996 | 10-14 августа           | 7-й чемпионат мира по подводному ориентированию  | Пюхаярве · Эстония    | 11     |                                            |
| 1998 | 1-5 сентября            | 8-й чемпионат мира по подводному ориентированию  | Руккел · Венгрия      | 13     |                                            |
| 1999 | 19-25 сентября          | 9-й чемпионат мира по подводному ориентированию  | Трибаль · Хорватия    | 15     |                                            |
| 2001 |                         | 10-й чемпионат мира по подводному ориентированию | Малага · Испания      |        |                                            |
| 2003 | 2-6 сентября            | 11-й чемпионат мира по подводному ориентированию | Дьекенеш · Венгрия    | 15     |                                            |
| 2005 |                         | 12-й чемпионат мира по подводному ориентированию | Грац · Австрия        |        |                                            |
| 2007 |                         | 13-й чемпионат мира по подводному ориентированию | Бари · Италия         |        | В рамках I Всемирных игр подводного спорта |
| 2009 | 26 августа - 2 сентября | 14-й чемпионат мира по подводному ориентированию | Дьекенеш · Венгрия    |        |                                            |
| 2011 | 10-17 сентября          | 15-й чемпионат мира по подводному ориентированию | Берлин · Германия     | 12     |                                            |
| 2013 | 5-8 августа             | 16-й чемпионат мира по подводному ориентированию | Казань · Россия       | 12     |                                            |
| 2015 | 15-23 августа           | 17-й чемпионат мира по подводному ориентированию | Либерец · Чехия       |        |                                            |